# ユルドゥズ香音
ユルドゥズ 香音（ユルドゥズ かのん、3月9日 - ）は、日本の女性声優。愛知県出身。81プロデュース所属。

## 経歴
2021年8月1日、第15回81オーディションで特別賞を受賞。2024年4月1日から81プロデュースに所属。

## 人物
方言は名古屋弁、トルコ語（日常会話程度）。趣味は読書、芸術鑑賞。特技はイラスト。

## 出演作品

### Webアニメ
- トミカヒーローズ ジョブレイバー特装合体ロボ ポリスブレイバー 機動隊＆交通機動隊Wセット（機動隊ジョブロイド GUARD）

### オーティオブック
- バスタブで暮らす

### 吹き替え

#### ドラマ
- ギャップ・ザ・シリーズ（女性社員）
- パルス
- ラ・パルマ（サラ）

#### アニメ
- きかんしゃトーマス（やっかいタンク車・紫）

### その他のコンテンツ
- ～声瞬～ #81声優落語会 第拾参回